# Фантен-Латур, Анри
Анри́ Фанте́н-Лату́р, полное имя: Иньяс-Анри-Жан-Теодор Фантен-Латур (фр. Henri Fantin-Latour, Ignace Henri Jean Théodore Fantin-Latour; 14 января 1836, Гренобль — 25 августа 1904, Буре, Орне) — французский живописец, рисовальщик пастелью и литограф.

## Биография
Анри родился в Гренобле, на юго-востоке Франции, в семье художника Жана-Теодора Фантен-Латура (1805—1875) и Елены Найдёновой (1814—1867), приёмной дочери графини Елены Алексеевны Зотовой (Куракиной; 1787—1869). У Анри были две сестры — Мари-Луиз-Элен (1837—1901), жена Василия Ивановича Яновского и Натали Латур (1838—1903). Учился рисунку и живописи у отца. В 1850 году он покинул Гренобль и переехал в Париж, где поступил в Малую школу рисунка (Petite École de Dessin de Paris). Обучался в Императорской рисовальной школе (l'École impériale de dessin à Paris) у Ораса Лекока де Буабодрана. В 1854 году Фантен-Латур поступип в Школе изящных искусств в Париже. Его одноклассниками были Эдгар Дега, Альфонс Легро и Жан-Шарль Казен. В 1859 году Фантен-Латур познакомился с Гюставом Курбе, в ателье которого он работал последующие два года.
В 1863 году Фантен-Латур принадлежал к числу парижских живописцев, чьи работы были представлены одновременно в Парижском салоне и Салоне отверженных. Таким образом он принял участие в восстании будущих импрессионистов, войдя в Анонимное кооперативное объединение художников живописцев, скульпторов и гравёров, а затем в так называемую «батиньольскую группу» (по названию квартала Батиньоль на Монмартре), объединившая вокруг Эдуарда Мане многих художников, живших в этом районе, прозванном «Маленькой Польшей» (La Petite Pologne). «Группа Батиньоля», из которого возник импрессионизм, как заметил Гюстав Кан, является связующим звеном, которое объединило старых и новых художников Франции.

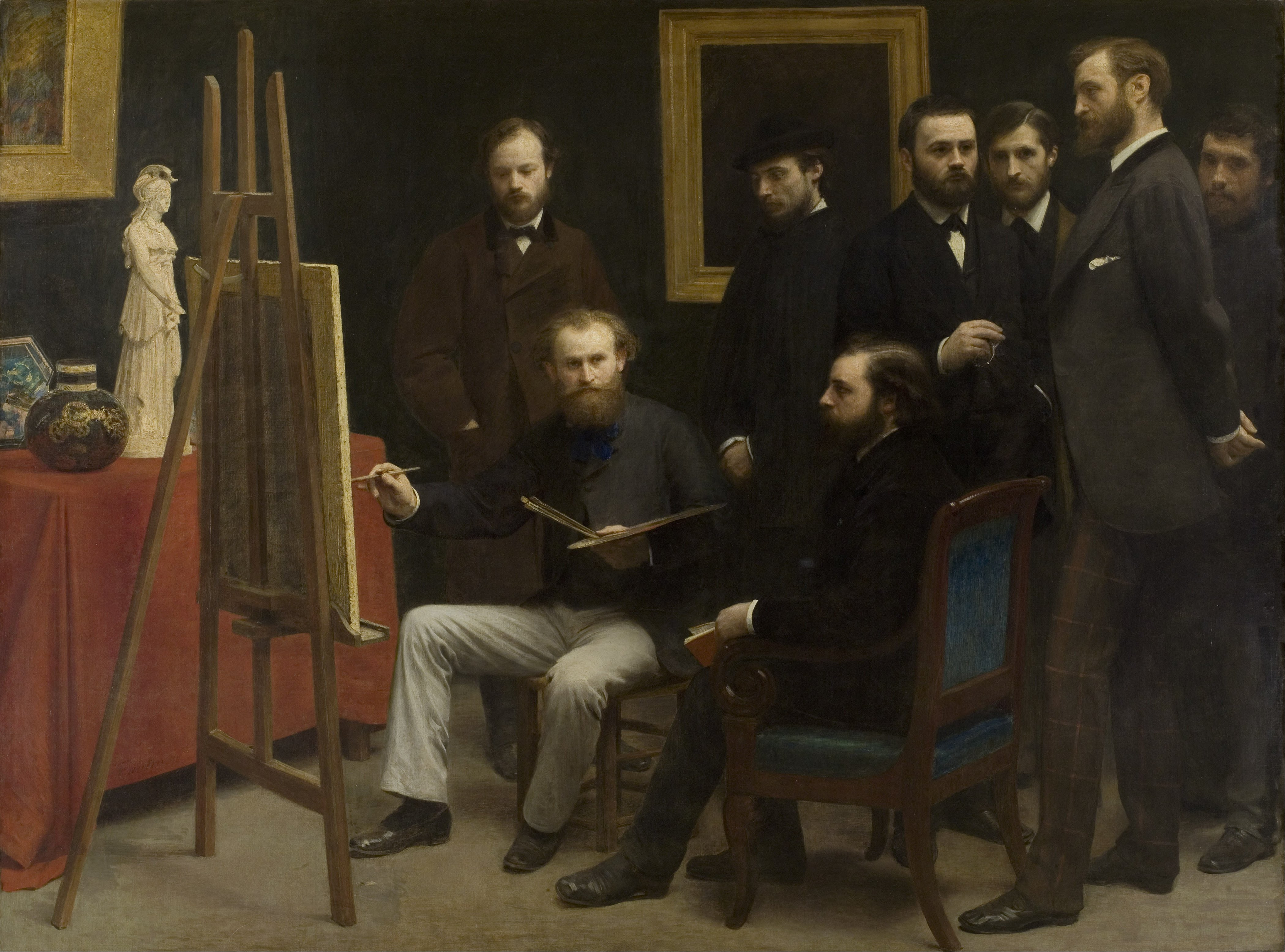
Мастерская Э. Мане в Батиньоле. 1870. Холст, масло. Музей Орсе, Париж. Показаны Эдуард Мане (с кистью и палитрой), правее: Закари Астрюк, верхний ряд слева направо: Отто Шольдерер, Огюст Ренуар, Эмиль Золя, Эдмон Мэтр, Фредерик Базиль и Клод Моне

В 1858 году в Лувре Фантен-Латур познакомился с Джеймсом Уистлером (1834—1903) и по его приглашению с 1859 по 1881 год он несколько раз останавливался в Лондоне. В Англии он нашел множество поклонников своих натюрмортов из цветов и фруктов. В 1862 году один из его натюрмортов был выставлен в Королевской академии в Лондоне. Всего он написал более тридцати «цветочных натюрмортов». Уистлер познакомил его со своим зятем Фрэнсисом Сеймуром Хейденом и гравёром Эдвином Эдвардсом. В Лондоне Фантен-Латур освоил технику офорта.
Хотя его современниками и были импрессионисты, Фантен-Латур придерживался стиля, близкого к реализму. Он известен также групповыми портретами современных ему парижских художников и писателей, которые были его друзьями. К таким произведениям относятся «Посвящение Делакруа» (1864), «Ателье в Батиньоле» и «Тост» (1865). Многие произведения художника навеяны музыкальными образами опер Вагнера, произведений Берлиоза, Шумана, Брамса. Помимо портретов и натюрмортов, он создал множество картин и более 150 фантастических гравюр со сказочными видениями, оказав влияние на формирование течения символизма в живописи .
Помимо прочего он также известен своими литографиями, изображающими известных классических музыкантов. Фантен обновил жанр группового портрета большими картинами-манифестами: «Посвящение Делакруа» (1864); «Тост» (1865)
Как и многие художники своего времени, он увлёкся фотографией, делая фотоснимки для своих живописных работ. Он также был большим коллекционером эротических фотографий, в его поместье насчитывается более 1400 фотографий, которые ныне хранятся в музее Гренобля.
В 1876 году он женился на художнице Виктории Дюбур, после чего проводил каждое лето в поместье своей жены в Нормандии, где и скончался в 1904 году. Фантен-Латур похоронен на кладбище Монпарнас.
Произведения Анри Фантен-Латура вызывали неоднозначные оценки. Так Александр Бенуа, побывавший в 1906 году на ретроспективной выставке Фантен-Латура в парижской Школе изящных искусств, утверждал, что в бесчисленных работах художника, посвящённых музыкальным впечатлениям или мифологическому миру, «…царит то же безвкусие, та же бедность фантазии, как и в произведениях Гюстава Моро. Фантэн в этих вещах ещё более шаблонен, нежели Моро, в нём даже не видно „стараний“ найти подлинность: он сразу удовлетворился какой-то слащавой изящностью, которая годна для бонбоньерок и вееров».

## Галерея

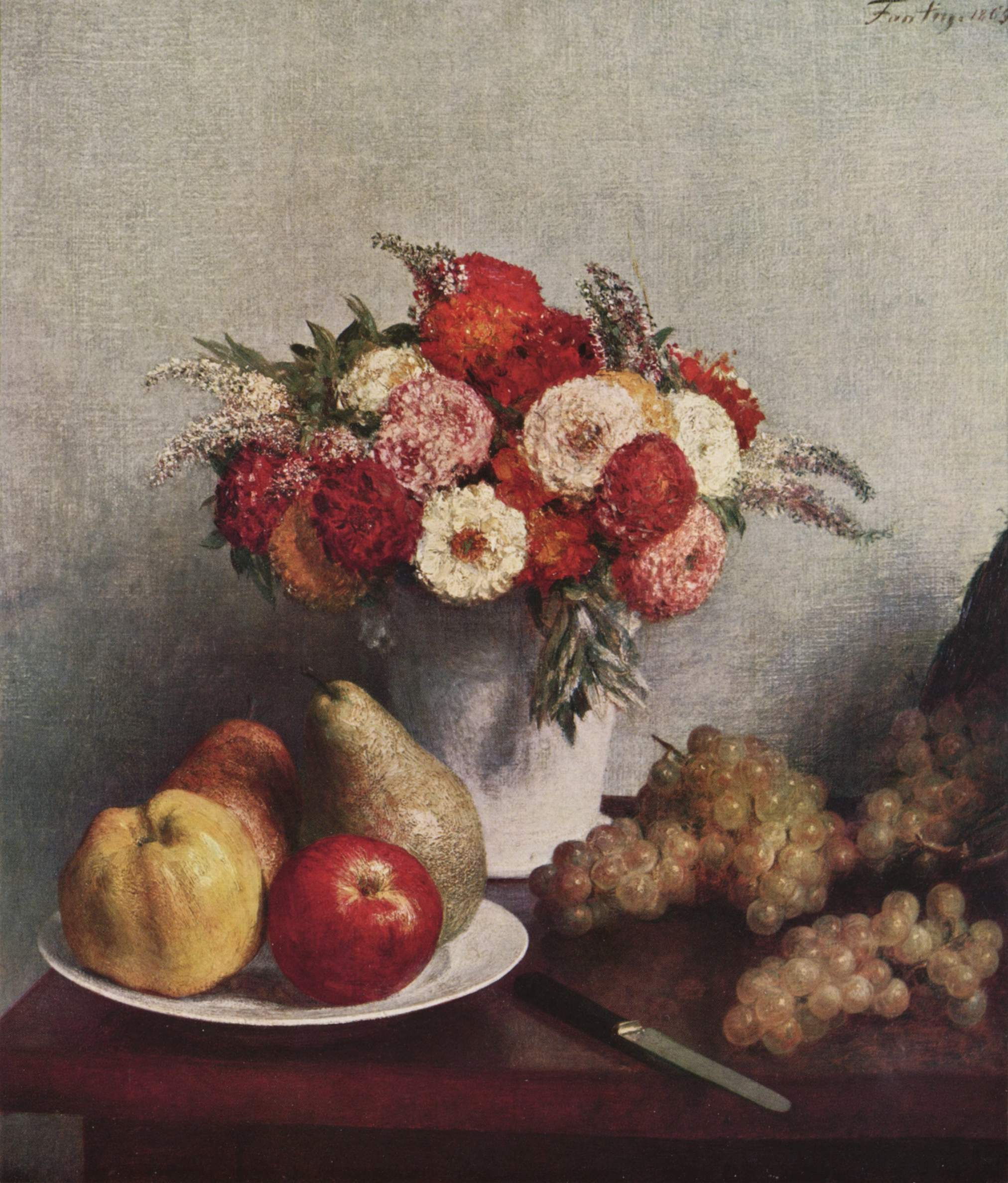
Натюрморт с цветами и фруктами. 1865. Холст, масло. Музей Орсе, Париж
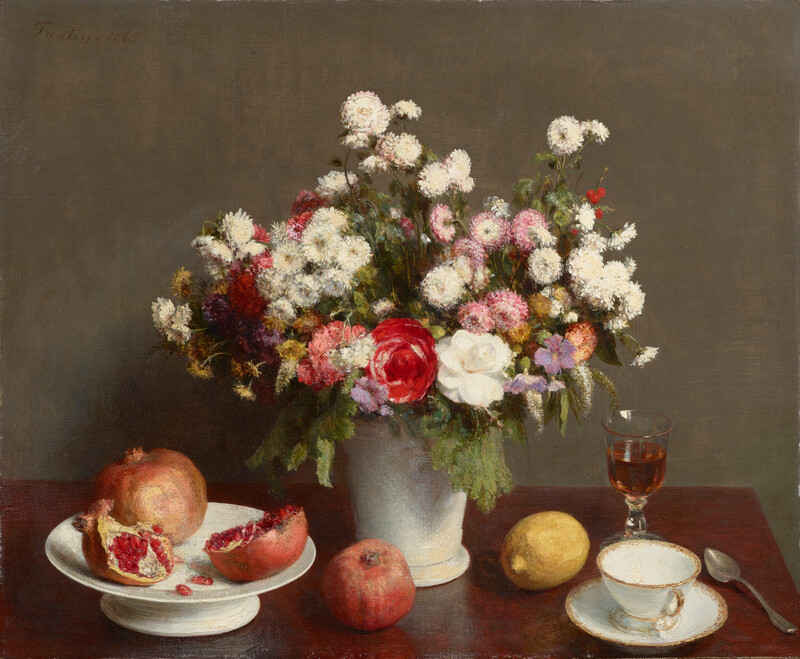
Натюрморт. 1865. Холст, масло. Артизон-музей, Токио
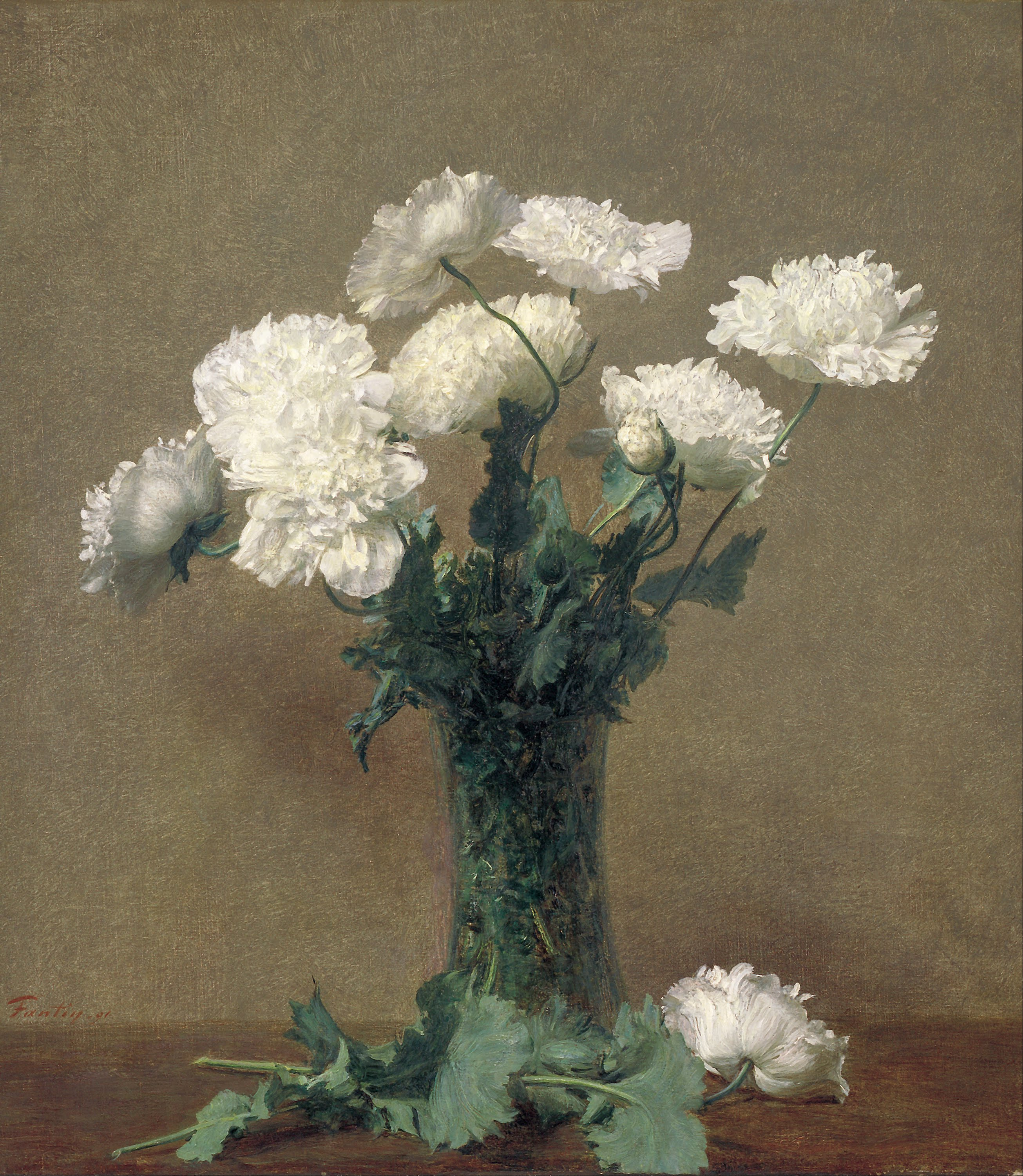
Пионы. 1891. Холст, масло. Художественная галерея Южной Австралии, Аделаида
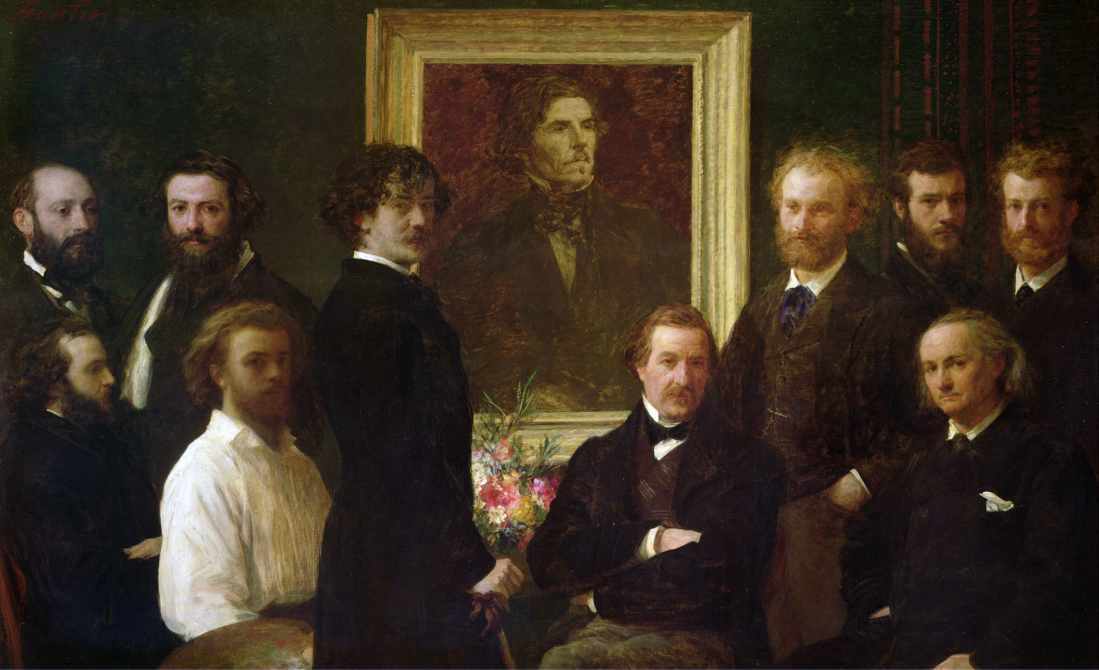
Посвящение Делакруа. 1864. Холст, масло. Музей Орсе, Париж
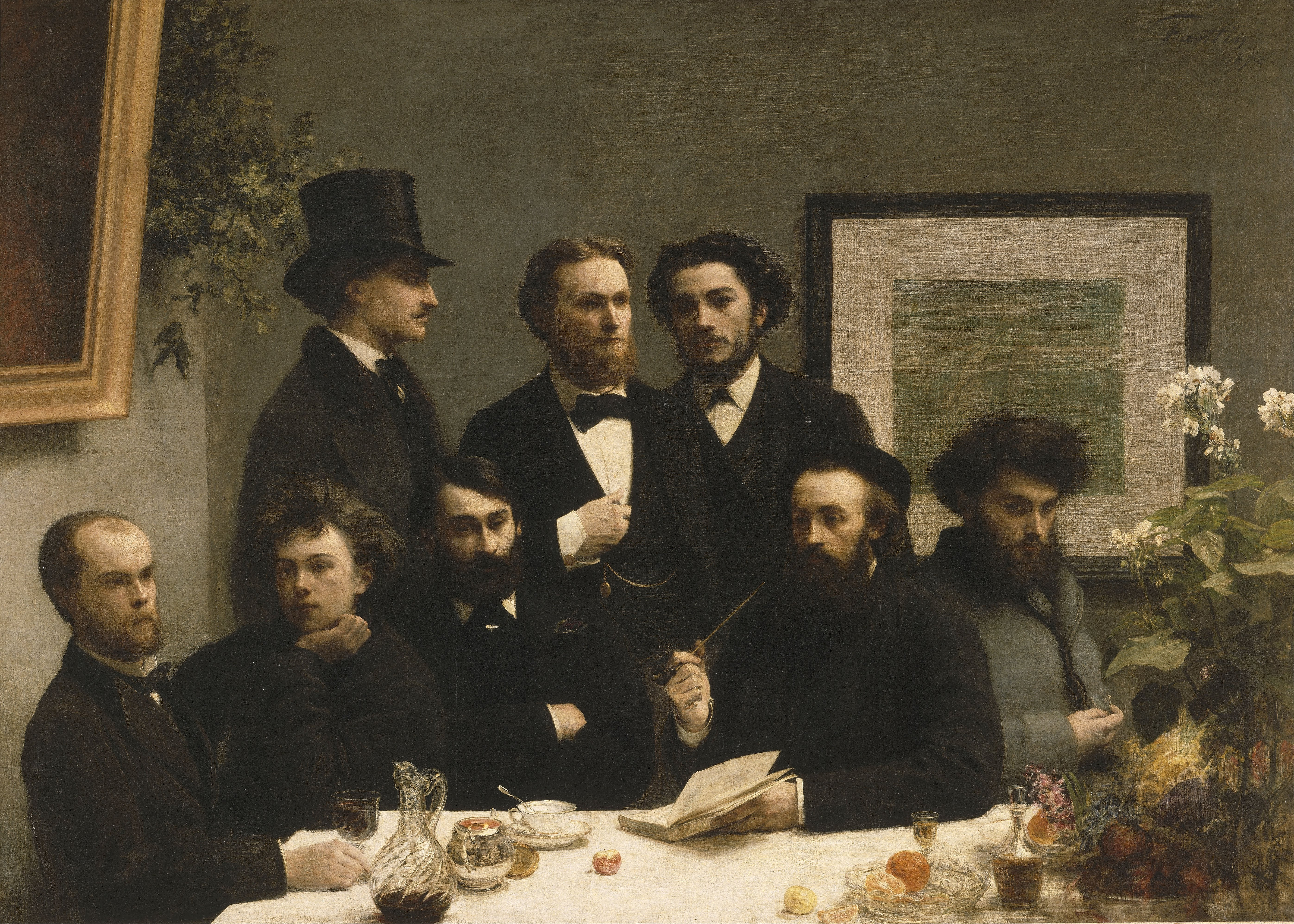
Угол стола. 1872. Холст, масло. Музей Орсе, Париж
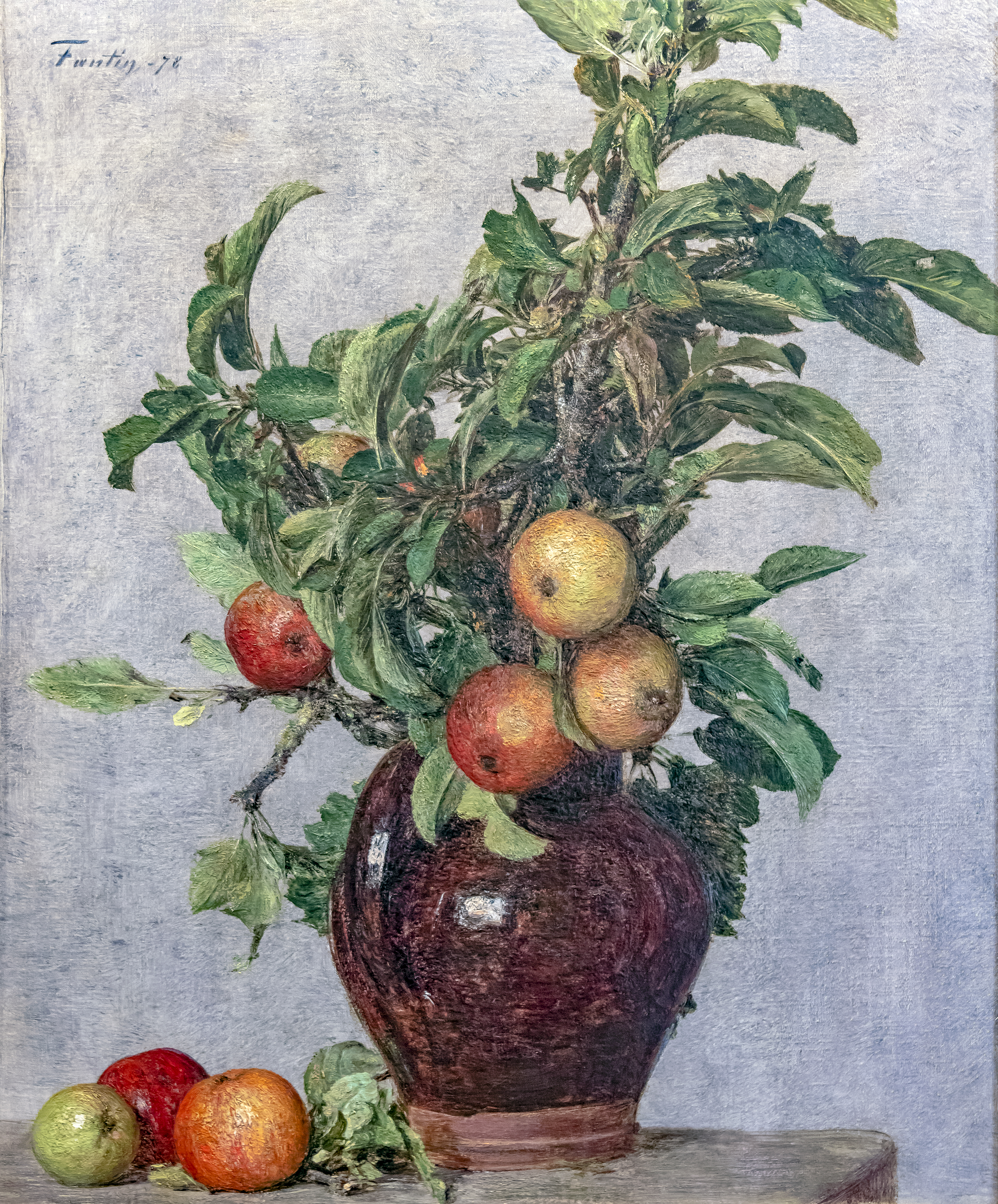
Ваза с яблоками и листвой. 1872. Фонд Бемберга, Тулуза
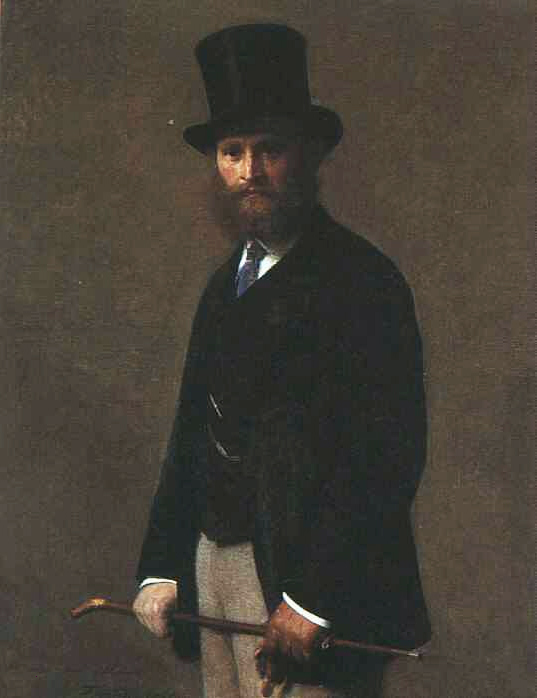
Эдуард Мане. 1867. Холст, масло. Чикагский институт искусств, Чикаго, США
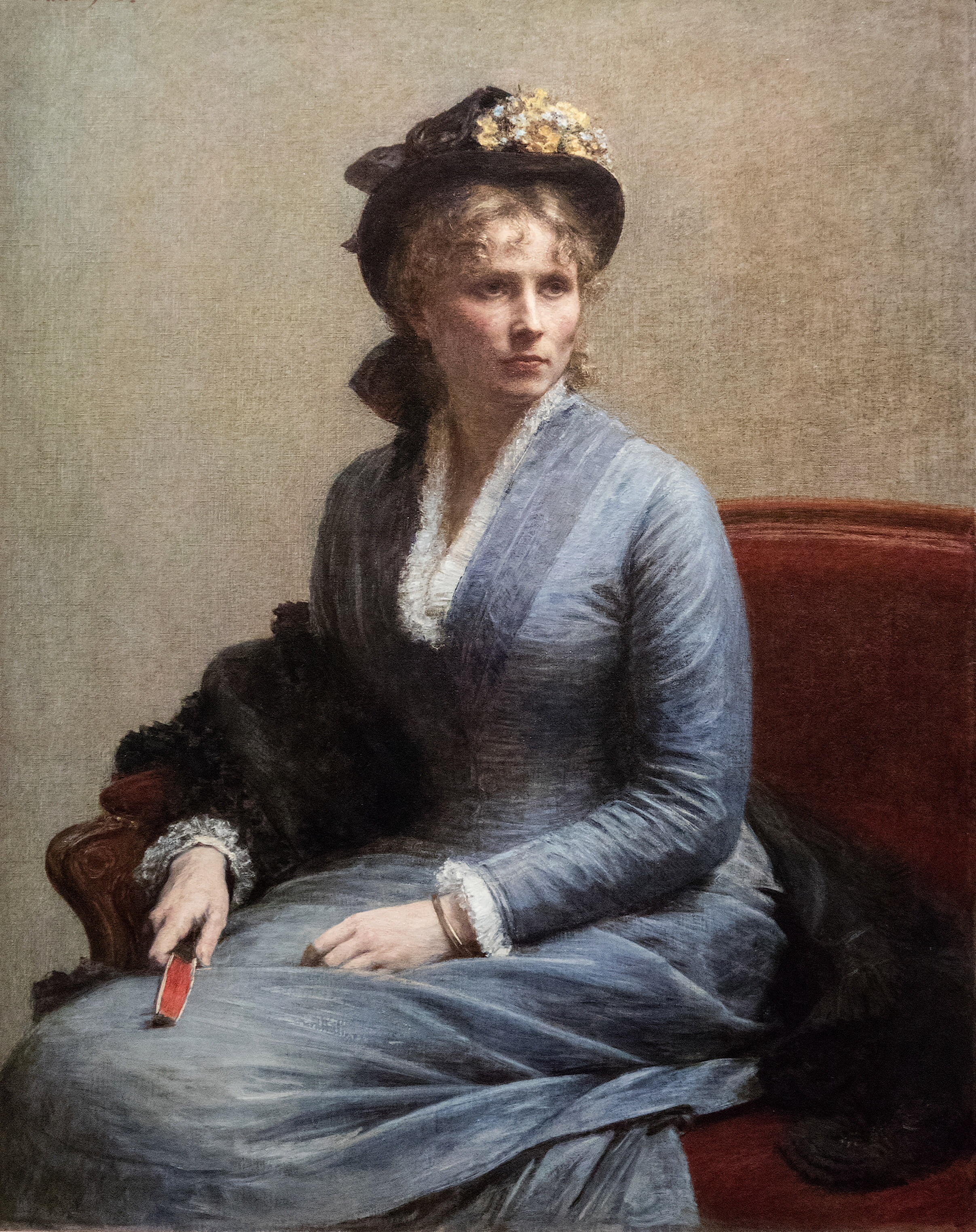
Шарлотта Дюбур. 1882. Холст, масло. Музей Орсе, Париж